# Nurikabe (folclore)

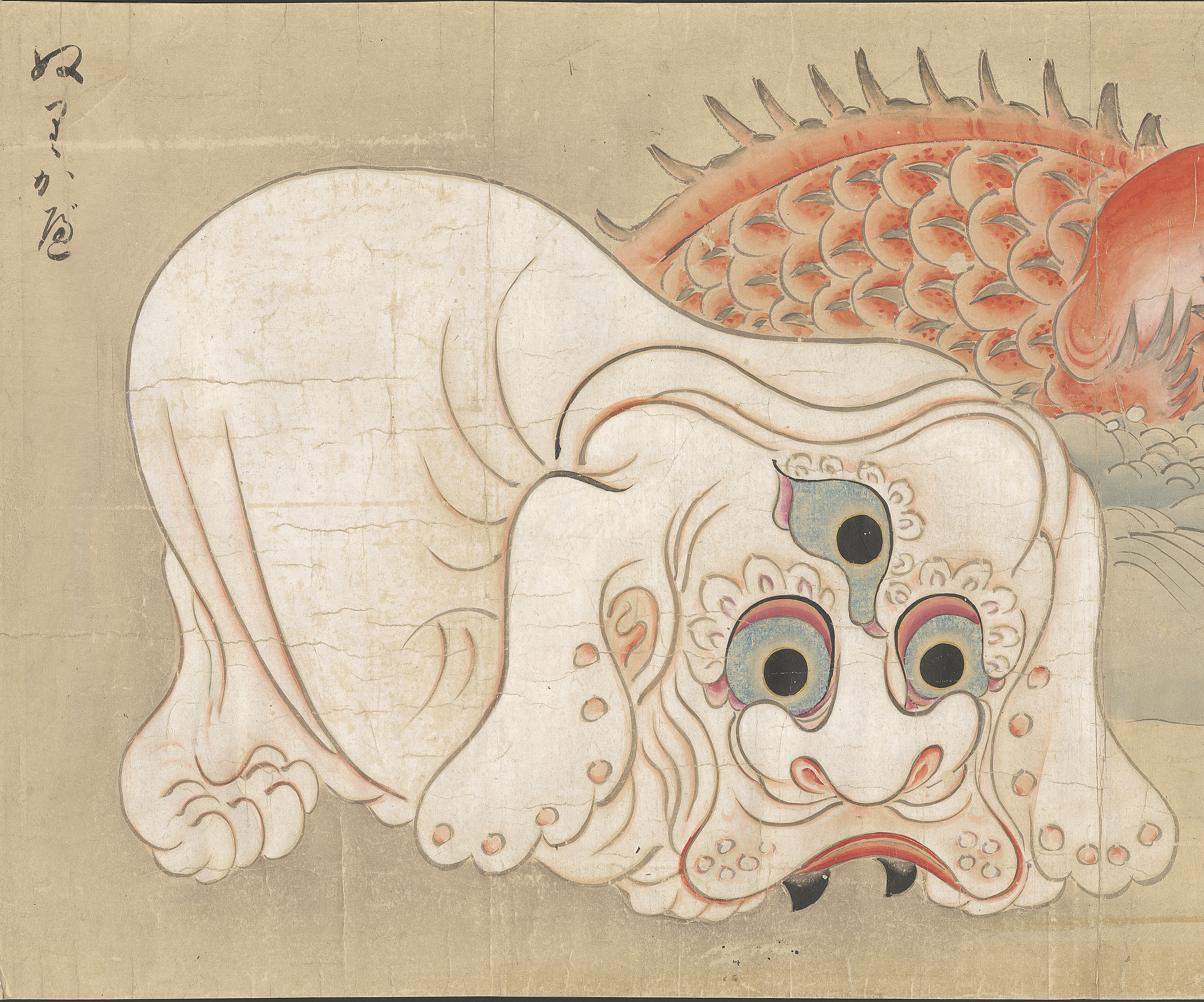
Nurikabe (ぬりかべ）de Bakemono no e, Colección de libros y manuscritos japoneses Harry F. Bruning, Colecciones especiales de L. Tom Perry, Biblioteca Harold B. Lee, Universidad Brigham Young.

El nurikabe (ぬりかべ) es un yōkai, o espíritu, del folclore japonés. Se manifiesta como un muro que impide o desvía las rutas de los viajeros durante la noche siendo inútil el intento de rodearlo, ya que se extiende infinitamente. La forma de hacerlo desaparecer es golpearlo en la zona más baja del muro.

## Nurikabe en la cultura popular
El nurikabe, como otros yōkai, aparecen en ocasiones en el manga y el anime. Por ejemplo, el anime y manga GeGeGe no Kitaro presenta a un nurikabe como uno de los aliados del héroe, igual que hace el más reciente Petopeto-san. El mangaka Kojima Akira dibujó a un nurikabe como su propio autorretrato.
Tanto el nurikabe como otros personajes basados en él han aparecido en los videojuegos Ōkami (como Blockhead), Izuna 2 y Super Mario 64 (como Whomp). Además ha sido citado en el episodio 16 de Azumanga Daioh.
Un nurikabe aparece en la película de Takashi Miike "La Gran Guerra Yokai" (The Great Yokai War) de 2005.
Nurikabe es mencionado en el primer volumen de Bakemonogatari de Nisio Isin.
Nurikabe es también un popular puzle lógico japonés.